# Jacek Karczewski
Jacek Karczewski (ur. 1974 w Ostrołęce) – polski historyk, regionalista, publicysta i działacz społeczny.

## Życiorys
Dyplom magistra historii uzyskał w 1999 r. na podstawie pracy magisterskiej pt. Życie gospodarcze i polityczno-społeczne w Ostrołęce w latach 1944–1956 napisanej pod kierunkiem prof. dr. hab. Adama Dobrońskiego na Wydziale Humanistycznym Uniwersytetu w Białymstoku. W 2012 r. założył Stowarzyszenie Historii Ziemi Ostrołęckiej im. kpt. Aleksandra Bednarczyka „Adama", którego był pierwszym prezesem. Od roku 2013 jest związany zawodowo z Muzeum Żołnierzy Wyklętych w Ostrołęce – początkowo jako pełnomocnik Prezydenta Miasta Ostrołęki ds. Muzeum, następnie jako dyrektor. Jest wiceprezesem Okręgu Ostrołęka Światowego Związku Żołnierzy Armii Krajowej oraz współfundatorem i członkiem zarządu Fundacji Splot Pamięci.

## Wybrane publikacje
- Ostatni Żołnierz Wyklęty? Antoni Dołęga (1915-1982?), [w:] Wyklęci. Ogólnopolski Kwartalnik Poświęcony Żołnierzom Wyklętym, 2016, nr 2, s. 107-114 (współautor). ISSN 2450-4874
- Śladami Niezłomnych, Warszawa 2018. ISBN 978-83-941876-3-7
- Antoni Dołęga. Świadectwo przetrwania, Ostrołęka (Muzeum Żołnierzy Wyklętych) 2018 - współautor.
- Duch nasz zastąpi setki. Wybór dokumentów i relacji dotyczących działalności Witolda Boruckiego ps. „Dąb”, „Babinicz”, Ostrołęka 2019,  - współautor. ISBN 978-83-949734-0-7

## Odznaczenia
- Odznaka Światowego Związku Żołnierzy Armii Krajowej "Za zasługi dla Światowego Związku Żołnierzy Armii Krajowej”
- Medal „Pro Patria” (2016)[6]
- Złoty Krzyż Zasługi za zasługi w działalności na rzecz upamiętniania historii Polski, za propagowanie wiedzy o Żołnierzach Wyklętych (2018)[7]